# Biserica Duminica Floriilor din Avrig
Biserica Duminica Floriilor din Avrig, județul Sibiu a fost construită la mijlocul secolului al XVIII-lea. În cimitirul bisericii se află mormântul lui Gheorghe Lazăr și o troiță de lemn în cinstea ostașilor români din Avrig căzuți în războaie.

## Imagini

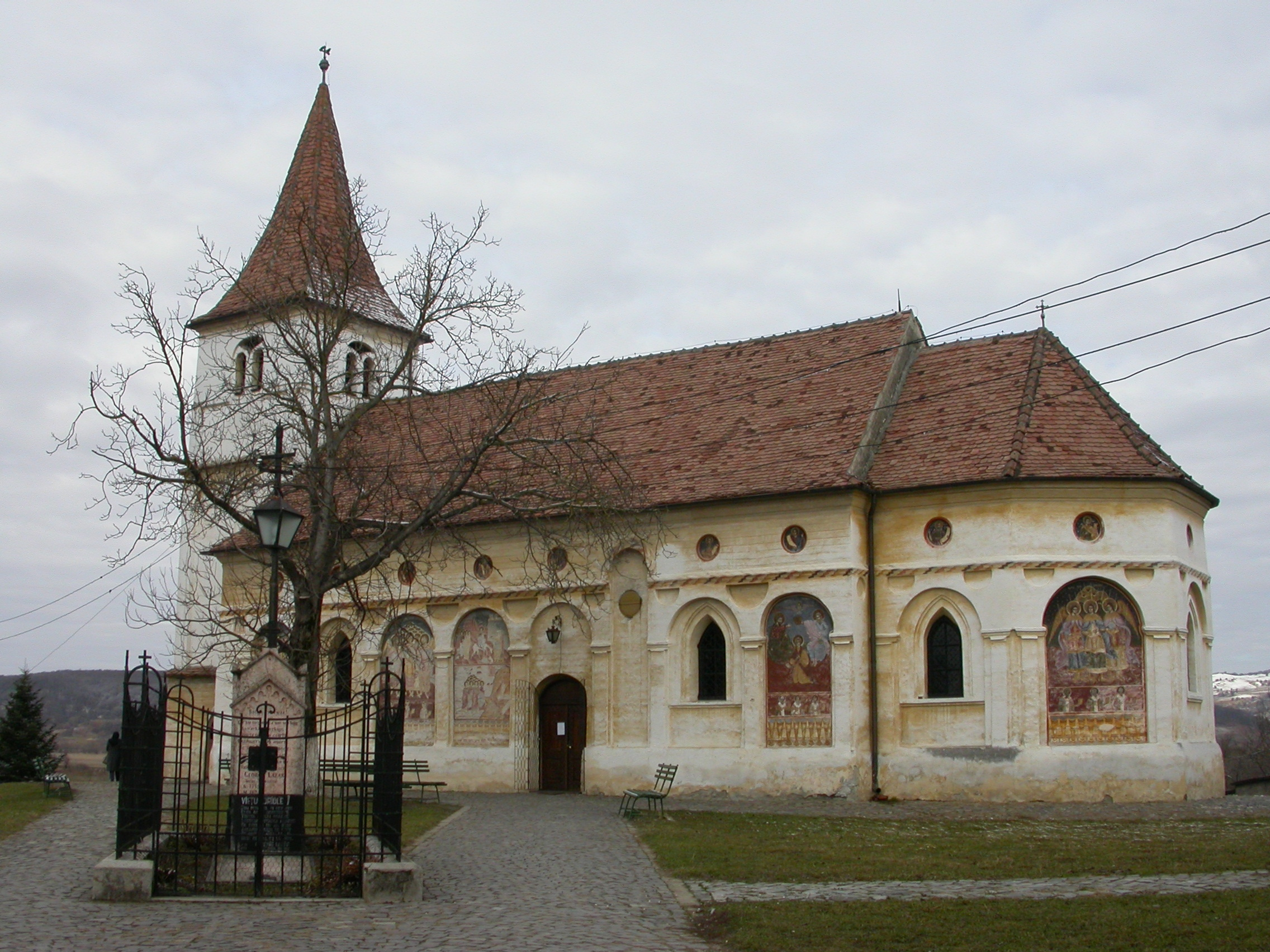
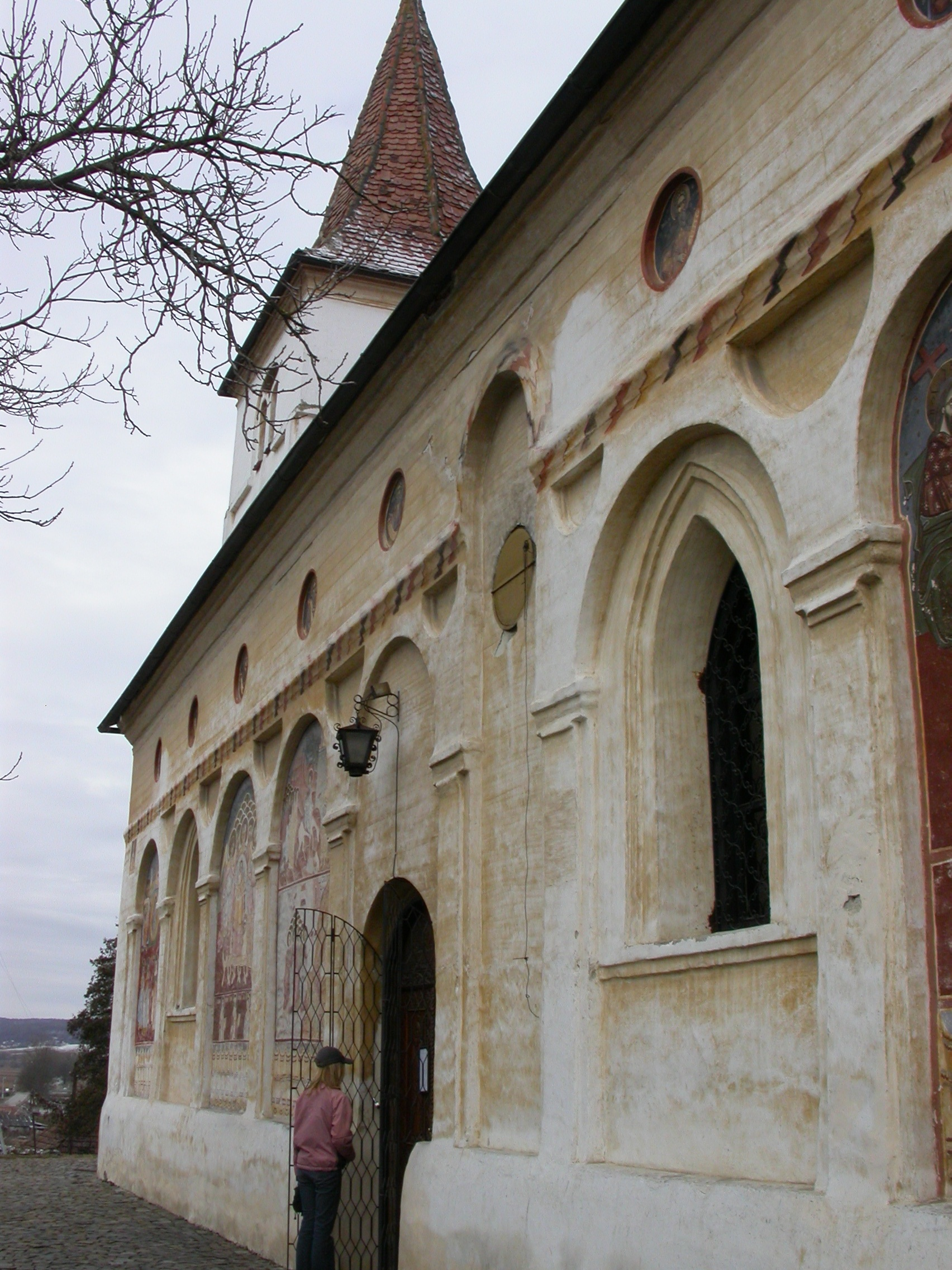
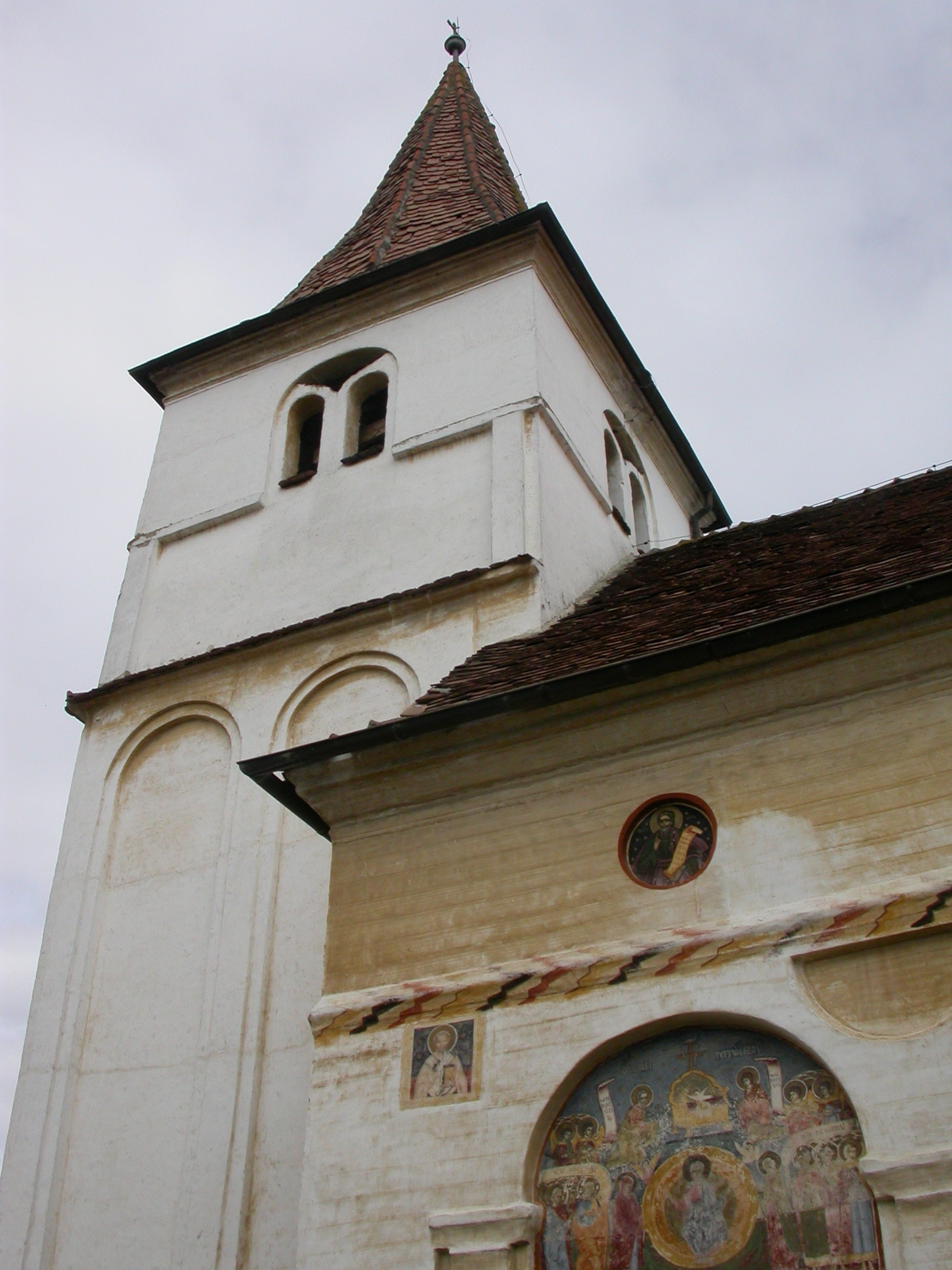
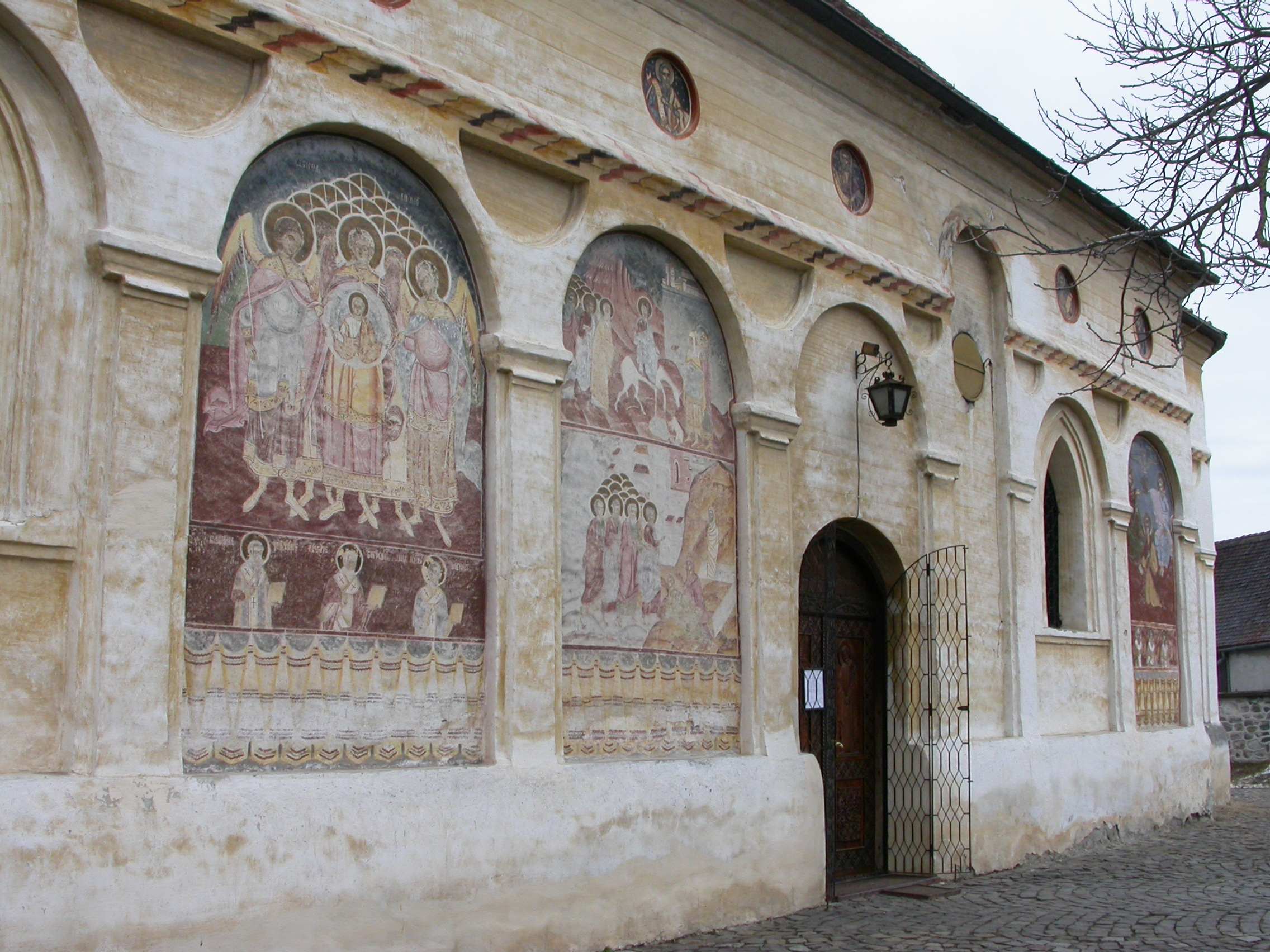
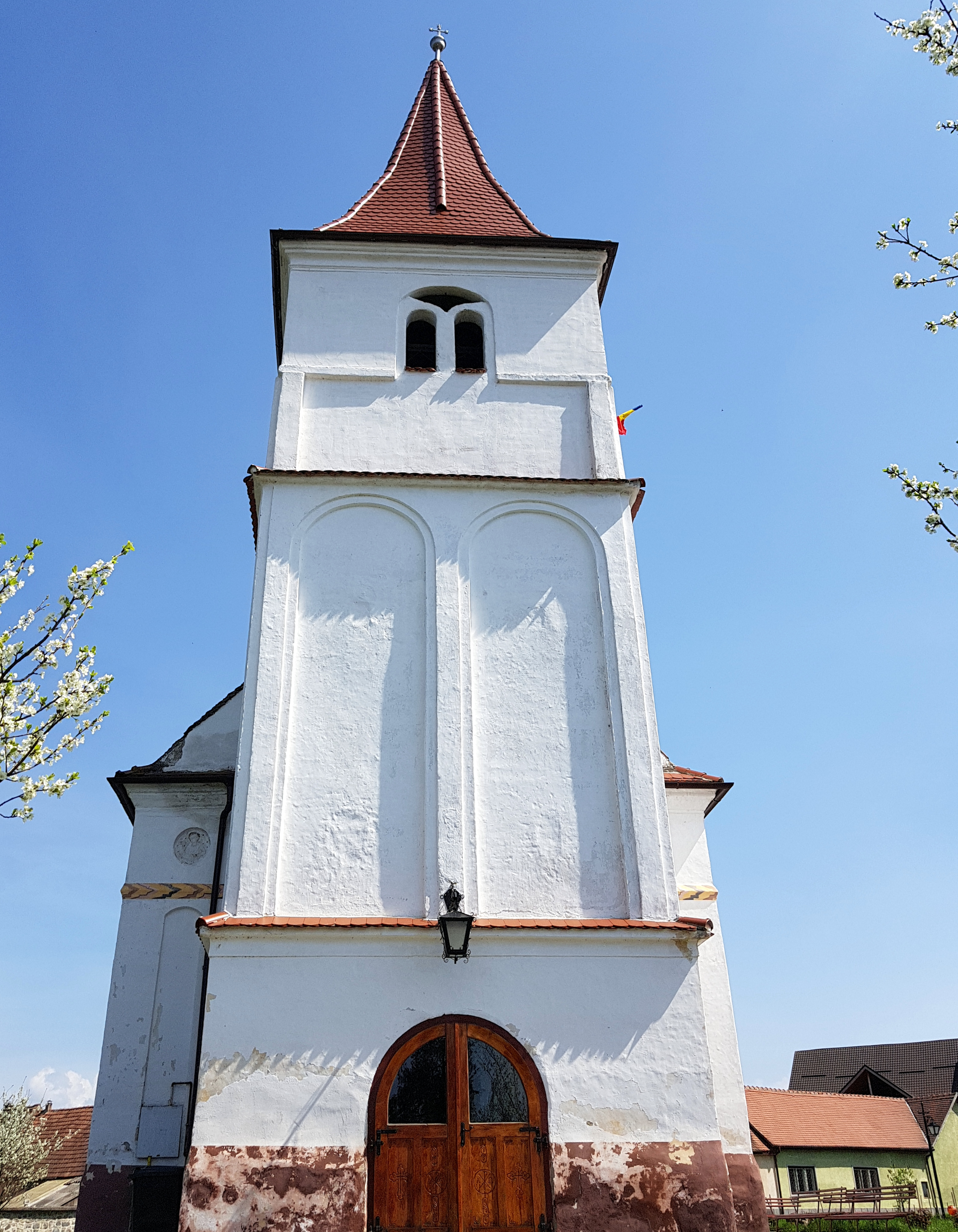
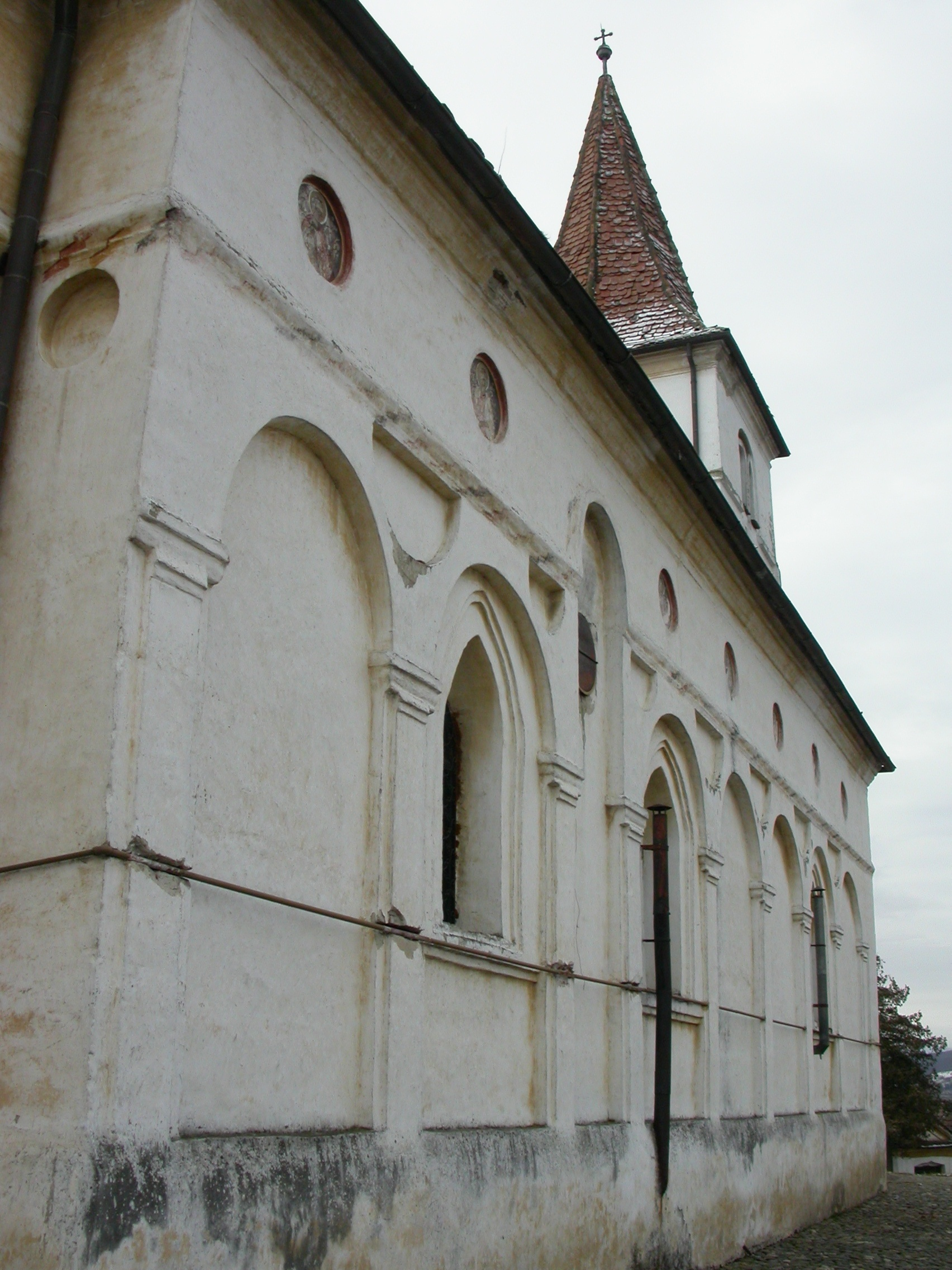
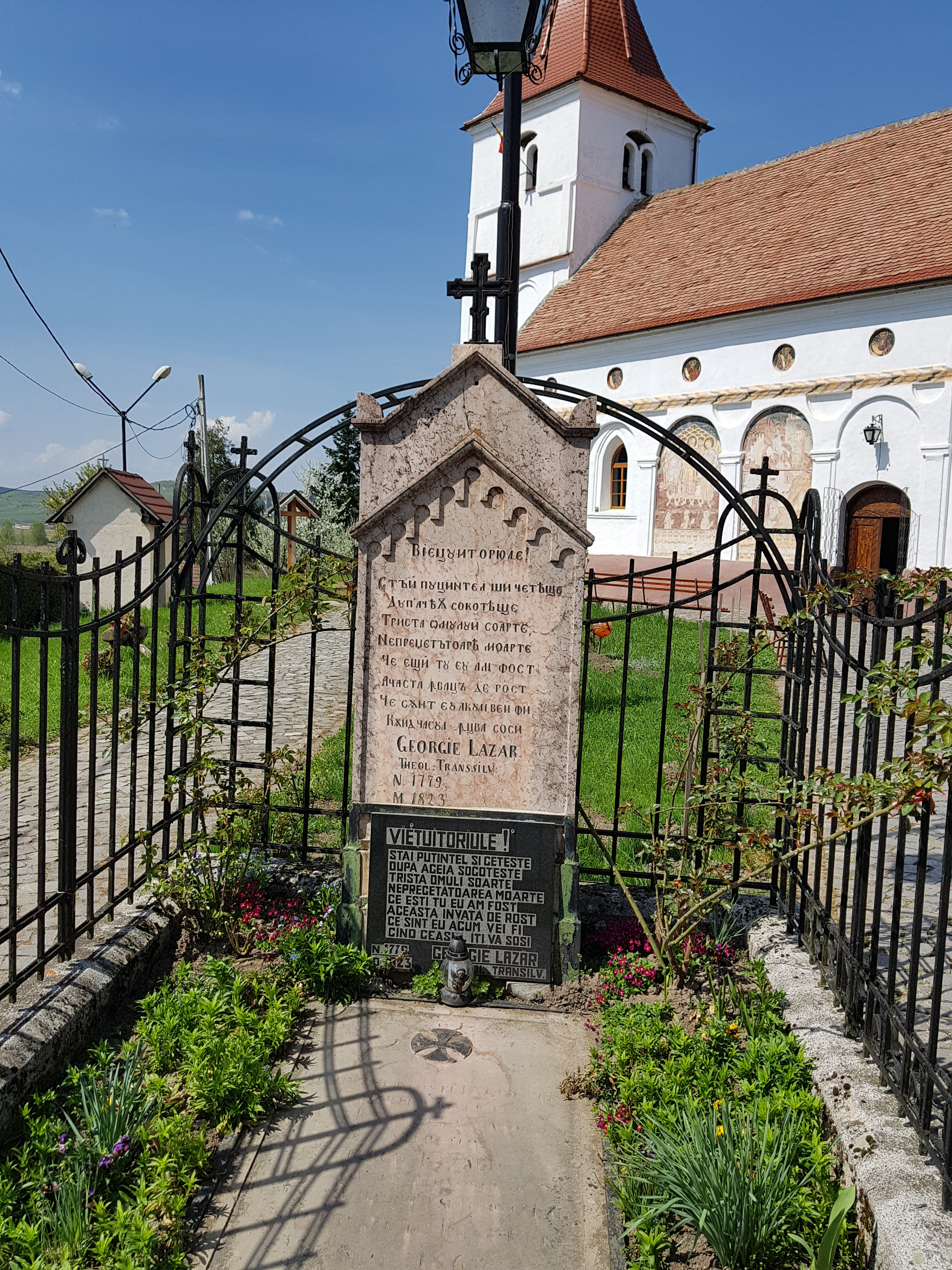
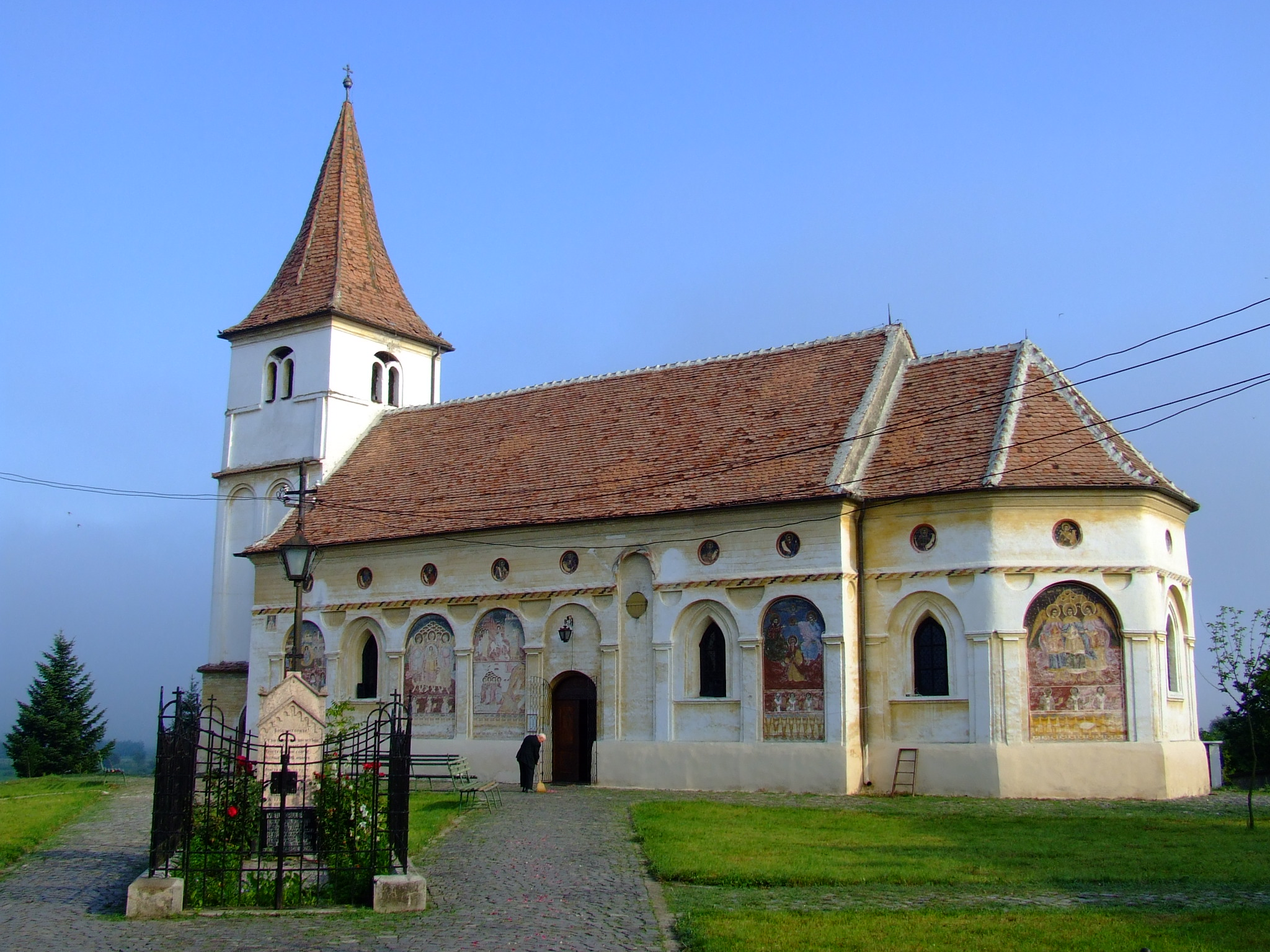

## Istoric și trăsături
Biserica a fost ctitorită de obștea locală. Din punct de vedere tipologic este o biserică-sală, cu turn-clopotniță peste pridvor.
Se remarcă calotele joase, cea din naos având o formă eliptică. Ferestrele au o formă ogivală, de factură gotică; una din ferestrele laturii de sud a fost înlocuită de un acces nou spre naos. Cele două căi de acces în tinda de sub turn au fost închise recent cu tâmplărie metalică.
Pictura interioară a fost realizată în anul 1755, conform inscripției pictate de pe arcada dintre pronaos și naos.
La exterior se remarcă cele două registre, întrerupte de un brâu; unele arcade și ocnițe au fost pictate.
În cimitirul bisericii se află mormântul lui Gheorghe Lazăr și o troiță pentru cinstirea ostașilor căzuți în războaie.